# Empidonka wierzbowa
Empidonka wierzbowa (Empidonax traillii) – gatunek małego ptaka z rodziny tyrankowatych (Tyrannidae).

## Zasięg, środowisko
Zakrzaczone pola, zarośla wierzbowe, zagajniki preriowe i obrzeża zadrzewień w USA oraz południowo-zachodniej i południowo-wschodniej części Kanady. Zimuje od Meksyku przez Amerykę Centralną po północno-zachodnią część Ameryki Południowej.

## Morfologia
WyglądWierzch oliwkowobrązowy. Skrzydła brązowe, z wyraźnymi płowymi paskami. Spód ciała biały z oliwkowym nalotem na bokach. Ogon ciemny. U podgatunków ze wschodu widoczna wąska, biała obrączka oczna.
RozmiaryDługość ciała 13–17 cm.

## Podgatunki
Wyróżniono 4 podgatunki E. traillii:
- E. t. brewsteri Oberholser, 1918 – południowo-zachodnia Kolumbia Brytyjska (zachodnia Kanada) do środkowej Kalifornii (zachodnie USA). Zimuje prawdopodobnie głównie od zachodniego Meksyku na południe po Panamę.
- E. t. adastus Oberholser, 1932 – południowa Kolumbia Brytyjska do wschodniej Kalifornii, Utah i Kolorado (zachodnio-środkowe USA). Zimuje głównie w zachodnim Meksyku na południe po Kostarykę.
- E. t. extimus A.R. Phillips, 1948 – południowa Kalifornia do Nowego Meksyku. Zimuje prawdopodobnie od zachodniego Meksyku na południe po Kostarykę.
- E. t. traillii (Audubon, 1828) – południowo-środkowa i południowo-wschodnia Kanada do środkowych i północno-wschodnich USA. Zimuje głównie na obszarze od Panamy do Ekwadoru.

## Status
W Czerwonej księdze gatunków zagrożonych IUCN empidonka wierzbowa klasyfikowana jest jako gatunek najmniejszej troski (LC, Least Concern) nieprzerwanie od 1988 roku. Organizacja Partners in Flight szacuje liczebność populacji na około 9,4 miliona dorosłych osobników. Trend liczebności populacji uznawany jest za spadkowy.